# Vô tuyến chuyển tiếp
Thiết bị chuyển tiếp tần số vô tuyến, tên tiếng Anh là Radio Frequency Repeater, RFR, được sử dụng trong khi thiết lập tuyến truyền dẫn Viba số điểm - điểm nhưng bị địa hình chắn mất tầm nhìn thẳng, và vì vậy phải dùng RFR để chuyển hướng, tránh, vượt điểm chắn địa hình.
RFR đơn giản chỉ gồm các bộ khuếch đại tạp âm nội rất thấp -LNA, các bộ lọc băng thông, các phân nhánh định hướng, thiết bị đảm bảo nguồn điện -ăcquy và Pin năng lượng mặt trời.
Hiện nay, RFR đã được các hãng sản xuất hoàn thiện về thiết kế và sử dụng linh kiện nên chất lượng đã có thể đảm bảo cho việc truyền dẫn đến 16E1, cự ly đến 60Km, chỉ tiêu thụ công suất điện 02W/h.
Dải tần số linh hoạt, tương thích với các thiệt bị Viba số hiện đang sử dụng - 1.5 GHz, 2.0 GHz, 3.4 GHz, 5.8 GHz, 7.8 GHz... đảm bảo truyền dẫn tốt tín hiệu có các dạng điều chế khác nhau: QPSK,16QAM,BPSK...
Thiết lập trạm chuyển tiếp bằng thiết bị RFR là phương án rẻ nhất trong mọi phương án dựng trạm Viba, đơn giản là vì nó không cần điện lưới, không cần máy nổ, không cần nhà trạm, không cần nhân viên trực chuyên trách. Các chuyên gia tính ra rằng: kinh phí để dựng 01 trạm Viba sử dụng thiết bị DM-1000 - thiết bị của hãng Fujitsu lớn hơn 04(bốn) lần kinh phí để dựng 01 trạm Viba sử dụng thiết bị RFR, còn chi phí thường niên của trạm DM-1000 lớn hơn trạm RFR khoảng 20 (hai mươi) lần.
"Tuyến Viba De Pua - Mường Nhé (Điện Biên) đang giữ kỷ lục là tuyến chuyển tiếp có cự ly lớn nhất Việt Nam
```
d = 56.8km, dung lượng 8E1. Nguồn tiêu thụ: 125mA x 12V = 1500mW = 1.5 W.
```

Tuyến có dung lượng lớn nhất: 16E1, là tuyến Chàm Cọ - Anh Dũng (Sơn la).
```
Nguồn tiêu thụ: 132mA x 12V = 1584mW ≈ 1.6 W."
```

Thiết bị này còn được gọi là Thiết bị chuyển tiếp Viba số hay Microwave Repeater.